# Foley (Alabama)
Foley ist eine US-amerikanische Stadt im Baldwin County in Alabama. 2020 hatte Foley 20.335 Einwohner. Foley hat eine Fläche von 37 km2. Somit betrug die Bevölkerungsdichte von Foley 551 Einwohner/km2. 

## Demografie
Bei der Volkszählung 2000 hatte Foley 7950 Einwohner, 3126 Haushalte und 2106 Familien. 74,49 % der Bevölkerung waren Weiße, 21,86 % afroamerikanisch. 23,1 % der Bewohner Foleys waren unter 18 Jahre alt und 21,7 % über 65 Jahre. Das Durchschnittseinkommen pro Haushalt lag bei 31.596 US-Dollar.

## Geschichte
Foley wurde von John B. Foley aus Chicago gegründet, der 1901 auf dem Weg zur Beerdigung von William McKinley einen Eisenbahnagenten traf, welcher ihm vom Gebiet des Baldwin Countys berichtete. 1902 kaufte er eine große Landfläche, um dort Bürger anzusiedeln. Er ließ von seinem eigenen Geld eine Bahnschiene von Bay Minette nach Foley bauen. 1905 wurde der erste Bahnhof in Foley errichtet, welcher allerdings 1908 abbrannte. Im Folgejahr wurde er wieder aufgebaut. Heute dient der alte Bahnhof als Stadtmuseum. Mr. Foley stiftete mehrere Grundstücke für Schulen und Kirchen.
Eine Stätte im Ort ist im National Register of Historic Places (NRHP) eingetragen (Stand 30. Juni 2019), der Foley Downtown Historic District.

## Umgebung
Im Norden von Foley liegen Summerdale (9 km) und Robertsdale (17 km). Im Nordwesten liegen Silverhill (17 km) und Point Clear (24 km). Im Osten liegt Elberta (8 km) und im Süden Gulf Shores (15 km) und Orange Beach. Der Golf von Mexiko ist 12 km westlich gelegen, der County Seat Bay Minette 53 km nördlich. Die Nordwestgrenze von Florida ist 20 km entfernt.

## Söhne und Töchter der Stadt
- Julio Jones (* 1989), Footballspieler
- Ken Stabler (1945–2015), Footballspieler und Rundfunkmoderator